# 柏林德意志交響樂團
柏林德意志交響樂團（德語：Deutsches Symphonie-Orchester Berlin）是位於德國柏林的一家交響樂團。柏林德意志交響樂團前身為1946年盟軍占領時期成立的美國占領區廣播電台交響樂團（RIAS Symphonie-Orchester），成立當時是西柏林地區的主要交響樂團。

## 名稱
1956年改名為柏林廣播交響樂團（Rundfunk Symphonieorchester Berlin），但當時東柏林便有同名的交響樂團。兩德統一之後，在1993年改為現名。

## 外部連結

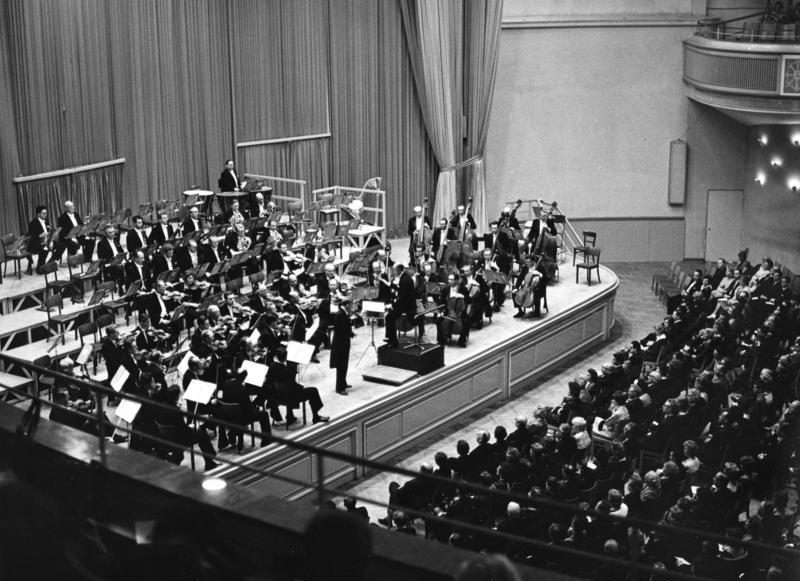
柏林廣播交響樂團（1961年），德國交響樂團柏林前身。

- Deutsches Symphonie-Orchester Berlin official English-language website （页面存档备份，存于）
- The RIAS Symphony (1946-1956) at The Remington Site （页面存档备份，存于）
- 柏林德意志交響樂團的Discogs页面（英文）